# ダイヤモンド・ハイウェー
ダイヤモンド・ハイウェーは、日本の川崎汽船が所有するパナマ船籍（便宜置籍）の自動車運搬船である。

## 船舶概要
2004年に三菱重工業神戸造船所により建造された。当時は商船三井の所有で「UTOPIA ACE」の船名であった。風圧抵抗軽減による省エネルギー化や、燃料油の流出リスクを軽減するタンク配置の採用など環境への配慮を重視した設計がなされ、Lloyd s Listの"Ship of the Year. Awards 2005"を受賞している。

## 火災
2019年6月15日ごろ、自動車約3300台を積載してシンガポールからフィリピンに向けて航行中に火災が発生。乗員25人は全員救助された。